# Charles d'Étampes
Charles d'Évreux, comte d’Étampes (1306 - mort le 5 septembre 1336), fils de Louis de France, comte d'Évreux et d'Étampes, et de Marguerite d'Artois. Il est le neveu de Philippe IV le Bel (1268-1314) et de Charles de Valois, ainsi que le frère cadet de Philippe d'Évreux roi de Navarre.

## Biographie
Son père lui donne le comté d'Étampes que le roi Charles IV le Bel érige en comté-pairie en 1327. Jusqu'à sa majorité, c'est son oncle Charles de Valois qui est son tuteur et administre ses domaines. À la mort de Charles IV, le comte d'Étampes est l'un des tout premiers partisans de Philippe VI de Valois contre Édouard III.
Il épouse en 1335 Marie de la Cerda (v. 1319-1375), sœur de Juan Nuñez de Lara, seigneur de Biscaye, arrière petite-fille d'Alphonse X de Castille, et fille de l'infant Fernand II de Castille, seigneur de Lara, et de Juana Núñez de Lara (1286-1351) (dite « la Palomilla »), avec qui il a deux enfants :
- Louis d'Étampes (1336-1400), comte d'Étampes ;
- Jean d'Évreux, né en 1336, mort à Rome après 1373.

Il meurt le 5 septembre 1336 et, selon Dom Basile Fleureau, il est inhumé en l'église du Couvent des Cordeliers de Paris, ravagée par le feu dans la soirée du 19 novembre 1580. 
Sa veuve se remarie avec Charles II, comte d'Alençon.

## Sources
1. ↑  Ou le 14 août, selon Dom Basile Fleureau, ou le 24 août 1336 si l'on s'en réfère au dessin de Gaignères.
2. ↑  Détruite au XIXe siècle. Aujourd'hui, s'y trouve le Bâtiment de l’École Pratique de la Faculté de médecine de Paris.